# Aljoscha Pause

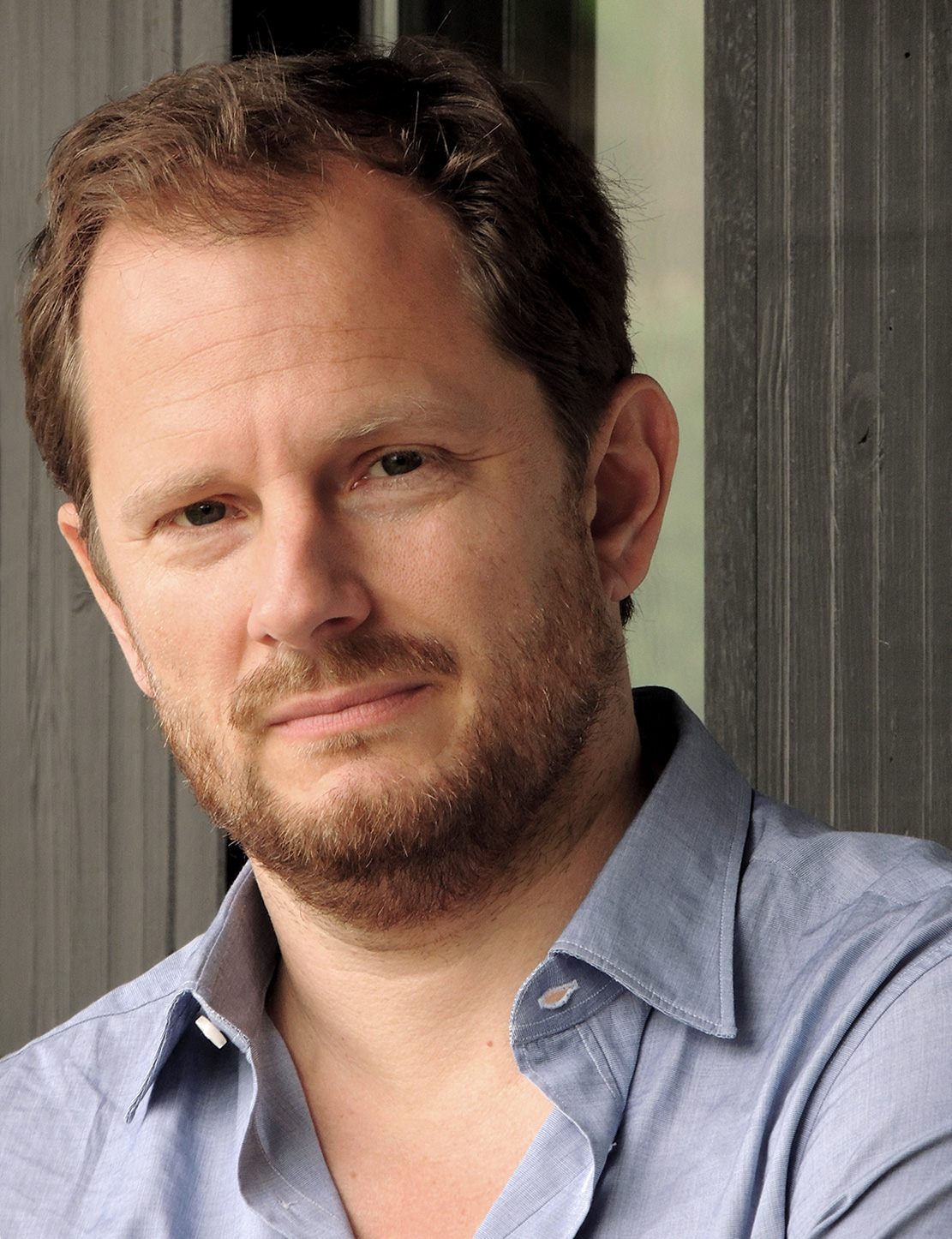
Aljoscha Pause (2014)

Aljoscha Pause (* 24. Januar 1972 in Bonn) ist ein deutscher Filmemacher, Regisseur, Fernsehjournalist, Autor und Produzent.

## Leben, Ausbildung und berufliche Anfänge
Aljoscha Pause wuchs in Bonn auf. Nach seinem Abitur studierte Pause an der Rheinischen Friedrich-Wilhelms-Universität Bonn Romanistik. Von 1998 bis 2002 erhielt er eine Sprecherausbildung bei der Deutschen Welle.
Während Schulzeit und Studium arbeitete er im Kabarett-Theater seines Vaters Rainer Pause, dem Bonner Pantheon-Theater. Parallel dazu war er als Reporter eines Bonner Stadtmagazins und für den privaten Radiosender Radio Bonn/Rhein-Sieg im Einsatz.
Im Jahr 1996 begann Pause seine Laufbahn beim Fernsehen. Zunächst arbeitete er bis 1999 als Redakteur beim Fernsehsender DSF und danach bis 2003 in der zentralen Sportredaktion der Kirch-Gruppe für Sat.1 in der Sportsendung ran und Premiere. Dort arbeitete er als Filmemacher, Moderator, Kommentator und Fieldreporter.
In den Jahren von 2009 bis 2011 war Aljoscha Pause zudem als Reporter für das Bundesliga-Fernsehen der Deutschen Telekom LIGA total! tätig.
Pause ist verheiratet; er hat zwei Töchter und lebt in Bonn.

## Filmisches Schaffen
Seit dem Jahr 2003 arbeitet Pause als selbständiger Produzent und Filmemacher und konzentriert sich seitdem auf längere, dokumentarische Projekte. Seine filmischen Arbeiten beschäftigen sich häufig mit gesellschaftspolitischen Themen im Sport wie zum Beispiel Homophobie im Profifußball, Hooligans, Alkohol im Fußball oder der Blindenfußball-Bundesliga.
Ein weiterer Schwerpunkt sind Personenportraits, meist über Fußballer, aber z. B. auch über den ehemaligen Hooligan und Schauspieler Michael Jäger.
Die vielbeachteten Langzeitstudien Tom meets Zizou (2011) und Trainer! (2013) waren seine ersten abendfüllenden Kinofilme. Pause erhielt für seine Arbeit zahlreiche Auszeichnungen und Preise.

### Trilogie – Homophobie im Fußball (2008–2011)
Mit Das große Tabu – Homosexualität und Fußball produzierte Pause 2008 für das DSF eine „ehrliche, unaufgeregte Bestandsaufnahme“ zur Situation homosexueller Fußballer in Deutschland. Sie war die erste ausführliche Fernsehdokumentation, die sich mit dem Thema befasste, wofür er vom Bund Lesbischer und Schwuler JournalistInnen (BLSJ) mit dem Felix-Rexhausen-Preis 2008 ausgezeichnet wurde.
Im zweiten Teil der Trilogie Tabubruch – Der neue Weg von Homosexualität im Fußball beobachtete Pause 2009 weitere zwölf Monate die Thematik und begleitete die Entwicklung mit der Kamera. Laut Süddeutscher Zeitung „beschert Pause dem Privatsender DSF ein journalistisches Ausrufezeichen. Er wird einem Anspruch gerecht, den keine öffentlich-rechtliche Anstalt zu diesem Thema bisher ansatzweise erfüllen konnte.“ Ein Jahr nach der ersten Dokumentation stellte er die Frage, ob es nach der „Initialzündung“ 2008 – bei DFB und Liga – den Tabubruch nun tatsächlich gegeben hat. Für den Film erhielt er 2010 den Alternativen Medienpreis sowie den Grimme-Preis in der Rubrik „Information & Kultur/Spezial“.
Nach den Produktionen Das große Tabu – Homosexualität und Fußball (2008) und Tabubruch – Der neue Weg von Homosexualität im Fußball (2009) beendete Pause im März 2011 seine filmische Trilogie zum Thema Homophobie im Fußball mit der Sport1-Doku Fußball ist alles – auch schwul und ging hier der Frage nach, wie schwer es wirklich ist, ein Tabuthema nachhaltig zu entkrampfen. Dafür hat der Filmautor die Entwicklung weitere anderthalb Jahre beobachtet. Alle drei Filme entstanden in Kooperation mit der Deutschen Akademie für Fußball-Kultur.

### Tom Meets Zizou (2011)
Über acht Jahre hinweg drehte Aljoscha Pause einen 135-Minuten-Kinofilm mit dem Titel Tom meets Zizou – Kein Sommermärchen über den ehemaligen Bundesliga-Profi Thomas Broich. Die Dokumentation schildert die Bundesligakarriere Broichs, die zunächst verheißungsvoll begann, jedoch nach zahlreichen sportlichen und persönlichen Rückschlägen und Enttäuschungen mit einem Wechsel zum australischen Verein Brisbane Roar im Jahr 2010 ihr vorläufiges Ende fand.
Die staatliche Deutsche Film- und Medienbewertung (ehemals Filmbewertungsstelle Wiesbaden) vergab dem Film das „Prädikat: Besonders Wertvoll“. Der WDR zeigte am 21. August 2012 eine 90-minütige Fernsehversion. Dafür wurde der Film mit dem VDS-Fernsehpreis 2012 ausgezeichnet. Darüber hinaus nominierte ihn das 11-mm-Fußballfilmfestival für die Auszeichnung „Bester Fußballfilm aller Zeiten“.

### Mesut, 17 (2013)
Im März 2013 wurde der Kurzfilm Mesut, 17 auf dem 11-mm-Filmfestival in Berlin uraufgeführt. Aus (teils unveröffentlichtem) Material, welches Pause Anfang 2006 für eine Reportage über ein Jugendfußball-Turnier produziert hatte, entstand der neuneinhalbminütige Film über den damals erst 17-jährigen Mesut Özil. Neben Özil selbst, hier in seinem ersten Fernsehinterview überhaupt, kommt unter anderem Joachim Löw, damals noch Klinsmann-Assistent, zu Wort.
Ursprünglich nur als Beitrag zum 10. Jubiläum des 11-mm-Fußballfilmfestivals geplant, gefiel der Kurzfilm Mesut Özil so gut, dass er ihn über seine Facebook-Seite veröffentlichte. Aufgrund der darauf folgenden medial großflächigen Berichterstattung und weit über einer Million Aufrufe allein auf YouTube wurde der Film zu einem Internet-Phänomen. Im Jahr 2014 folgte eine englisch untertitelte Fassung von Mesut, 17, welche bei dem Internationalen Kurzfilmfestival Hamburg gezeigt wurde.

### Trainer! (2013)
Anfang Juni 2013 veröffentlichte Pause mit Trainer! seinen zweiten abendfüllenden Dokumentarfilm, für den er die drei jungen Profi-Trainer Frank Schmidt, André Schubert und Stephan Schmidt eine Saison lang intensiv begleitet hatte.

### Being Mario Götze (2018)
Anfang Juni 2018 veröffentlichte Aljoscha Pause die Doku-Serie Being Mario Götze – Eine deutsche Fußballgeschichte für den Streamingdienst DAZN. Für die Serie begleitete Pause Mario Götze, den Fußball-Weltmeister von 2014, über sieben Monate bei seinem Versuch, zu alter Leistungsstärke zurückzufinden und erneut den Sprung in den deutschen WM-Kader 2018 zu schaffen. Dabei zeigt der Film nicht nur Götzes sportlichen Alltag und seinen Kampf um das WM-Ticket, sondern gibt auch Einblicke in sein Privatleben.
Für die Serie erhielt Pause 2018 die Auszeichnung „Prädikat wertvoll“ der Deutschen Film- und Medienbewertung (FBW) sowie eine Nominierung für den AIPS – International Sport Media Award 2019 in der Kategorie „Video - Athlete Profile“. Im Jahr 2019 erhielt er den Preis für den besten deutschsprachigen Sportfilm auf dem 1. VDS-SportFilmFest des Verbands Deutscher Sportjournalisten.

### Inside Borussia Dortmund (2019)
Ab Dezember 2018 arbeitete Pause an einem Dokumentarfilm über den deutschen Bundesliga-Verein Borussia Dortmund. Am 9. August 2019 wurde die vierteilige Doku-Serie unter dem Titel Inside Borussia Dortmund auf Amazon Prime Video veröffentlicht. In der Serie begleitet Pause Trainer, Spieler und Protagonisten des Fußball-Bundesliga-Vereins Borussia Dortmund während der Bundesliga-Rückrunde 2018/19 und gewährt dabei Einblicke in das Vereinsleben und in die Mannschaft. Im Jahre 2020 wurde die Serie als Beste TV-Doku des österreichischen Film- und Fernsehpreises ROMY nominiert.

### Wie ein Fremder – Eine deutsche Popmusik-Geschichte (2020)
Am 5. Juni 2020 veröffentlicht Pause die fünfteilige Doku-Serie Wie ein Fremder – Eine deutsche Popmusik-Geschichte als Blu-ray und VOD. In der Langzeitstudie über sechs Jahre begleitet er den Musiker Roland Meyer de Voltaire (bekannt unter dem Namen SCHWARZ und als Sänger der ehemaligen deutschen Band Voltaire).

### Art is a State of Mind (2022)
Im Jahr 2022 veröffentlichte Pause die sechsteilige Doku-Serie Art is a State of Mind. In der Langzeit-Dokumentation begleitet er Dokumentarfilmer den Künstler, Kurator und ehemaligen Wirtschaftsjuristen Bernhard Zünkeler über einen Zeitraum von neun Jahren.
Er begleitet ihn beim Aufbau des Artlabs ESMoA und verschiedener Künstlerkollektive wie Freeters sowie beim Etablieren eines globalen Netzwerks zwischen Los Angeles, Havanna und Berlin u. a. mit kubanischen Dissidenten wie Fidel Garcia, dem ehemaligen Gangmitglied und Graffiti-Künstler Big Sleeps aus South Central Los Angeles oder dem Druck-Künstler Jim Reid. Außerdem kommt in der Dokumentation auch die deutsche Autorin Cornelia Funke zu Wort.
Die Erstausstrahlung der kompletten Doku-Serie erfolgte am 11. Juni 2022 auf 3sat.

### Second Move Kills – 5 Jahre mit Jens Spahn (2022)
Im Jahr 2022 erschien die neunteilige Langzeit-Dokumentation Second Move Kills – 5 Jahre mit Jens Spahn. Pause begleitet den deutschen Politiker, Bundestagsabgeordneten und ehemaligen Bundesgesundheitsminister Jens Spahn ab 2017 über den Zeitraum von 5 Jahren als Staatssekretär, bei der Ernennung zum Minister, durch die Corona-Pandemie, hinter die Kulissen, in Krisensitzungen, bei Auslandsreisen oder in seinem Privatleben.
Neben Jens Spahn kommen u. a. auch Politiker wie Annalena Baerbock, Dietmar Bartsch, Gerhart Baum, Annegret Kramp-Karrenbauer, Kevin Kühnert, Armin Laschet, Karl Lauterbach, Christian Lindner, Friedrich Merz, Claudia Roth, Wolfgang Schäuble, Edmund Stoiber, die Journalisten Bettina Gaus, Eva Quadbeck, Robin Alexander, Markus Feldenkirchen, Hajo Schumacher sowie die Wissenschaftsjournalistin und Fernsehmoderatorin Mai Thi Nguyen-Kim als auch die Komiker Max Giermann und Oliver Welke zu Wort.
Die Ausstrahlung erfolgte ab dem 2. November 2022 auf RTL+.
Aljoscha Pause wurde für die Dokumentation in der Kategorie „Beste Doku-Serie“ für den Deutschen Fernsehpreis 2023 nominiert.

### Fritz Litzmann, mein Vater und ich (2025)
Im Mai 2025 veröffentlichte Aljoscha Pause den Dokumentarfilm Fritz Litzmann, mein Vater und ich.
Pause erzählt die Geschichte seines Vaters Rainer Pause, der 1987 am Bonner Bundeskanzlerplatz das Kabaretttheater Pantheon gründete und dort bis heute in Gestalt seiner Figur Fritz Litzmann auf der Bühne steht. Der Film ergründet die Motive eines kompromisslosen Künstlers und wie sich dessen Verwirklichung auf die Entwicklung des Sohnes auswirkte. Er gibt außerdem einen umfassenden Einblick in die Geschichte des deutschen Kabaretts und die Bonner Republik in den politisch bewegten 1960er, 1970er und 1980er-Jahren.
In dem Dokumentarfilm kommen zahlreiche Kabarettistinnen und Kabarettisten, Musiker und Schauspieler wie z. B. Bastian Pastewka, Helge Schneider, Carolin Kebekus, Oliver Masucci, Michael Mittermeier, Gerhard Polt, Sebastian Pufpaff, Georg Schramm und Florian Schroeder zu Wort.
Uraufführung hatte der Film am 10. Mai 2025 auf dem 40. DOK.fest in München, wo er auch für den VFF Dokumentarfilm-Produktionspreis nominiert wurde. Die Kinopremiere fand am 12. Mai 2025 im ausverkauften Bonner Pantheon in Anwesenheit zahlreicher Protagonisten statt. Hierauf folgte eine bundesweite Kinotour sowie der bundesweite Kinostart am 29. Mai 2025.
Die Deutsche Film- und Medienbewertung vergab dem Film das „Prädikat: Besonders Wertvoll“.

## Mitgliedschaften
Aljoscha Pause ist berufenes Mitglied der Deutschen Filmakademie und der Deutschen Akademie für Fußballkultur.

## Filmproduktionen (Auswahl)
- 2001: Mythos Borussia – Der Weg nach Hause (über Borussia Mönchengladbach und deren Aufstieg)
- 2005: Der Prinz aus Bergheim – Das Phänomen Podolski
- 2005: 70 Jahre Udo Lattek – Eine Zeitreise
- 2008: Hören statt Sehen – Blindenfußballer treffen auf Bundesliga-Profis
- 2008: Die Michael Jäger Story – Vom Hooligan zum Serienstar
- 2008: Das große Tabu – Homosexualität und Fußball
- 2009: Tabubruch – Der neue Weg von Homosexualität im Fußball
- 2009: Der Promille-Profi – Alkohol im Fußball
- 2011: Fußball ist alles – auch schwul
- 2011: Tom meets Zizou – Kein Sommermärchen
- 2013: Mesut, 17 (Kurzfilm)
- 2013: Trainer!
- 2018: Being Mario Götze – Eine deutsche Fußballgeschichte (DAZN-Dokumentation)
- 2019: Inside Borussia Dortmund (Amazon Prime-Dokumentation)
- 2020: Wie ein Fremder – Eine deutsche Popmusik-Geschichte (fünfteilige Doku-Serie)
- 2022: Art is a State of Mind
- 2022: Second Move Kills – 5 Jahre mit Jens Spahn
- 2025: Fritz Litzmann, mein Vater und ich

## Auszeichnungen
- 2008: Felix-Rexhausen-Preis für Das große Tabu
- 2010: Adolf-Grimme-Preis für Tabubruch – Der neue Weg von Homosexualität im Fußball
- 2010: Alternativer Medienpreis für Tabubruch – Der neue Weg von Homosexualität im Fußball
- 2011: „Prädikat besonders wertvoll“ für Tom meets Zizou
- 2012: VDS-Fernsehpreis für Tom meets Zizou
- 2013: Bester Fußballfilm aller Zeiten: Nominierung für Tom meets Zizou
- 2013: VDS-Fernsehpreis für „Trainer!“ (Besondere Anerkennung)
- 2014: Adolf-Grimme-Preis: Nominierung für Trainer!
- 2018: „Prädikat wertvoll“ für Being Mario Götze
- 2019: AIPS – International Sport Media Award: Nominierung für Being Mario Götze
- 2019: „Bester deutschsprachiger Sportfilm“ für Being Mario Götze[27]
- 2020: ROMY – Nominierung „Beste TV-Doku“ für Inside Borussia Dortmund
- 2023: Deutscher Fernsehpreis: Nominierung für Second Move Kills – 5 Jahre mit Jens Spahn
- 2025: VFF Dokumentarfilm-Produktionspreis: Nominierung für Fritz Litzmann, mein Vater und ich[28]
- 2025: „Prädikat besonders wertvoll“ für Fritz Litzmann, mein Vater und ich[29]

## Sonstige Engagements
- Mitglied der Deutschen Filmakademie[30]
- Akademie-Mitglied der Deutschen Akademie für Fußballkultur[31]
- Mitarbeit in den DFB-AGs gegen Diskriminierung und Rassismus im Fußball
- Mitautor der DFB-Broschüre zum Thema Fußball und Homosexualität
- Mitautor des Buches „Mein erster Stadionbesuch“